# Jean de Jaurgain
 (juillet 2018).
Si vous disposez d'ouvrages ou d'articles de référence ou si vous connaissez des sites web de qualité traitant du thème abordé ici, merci de compléter l'article en donnant les références utiles à sa vérifiabilité et en les liant à la section « Notes et références ».
Pour l’homme politique français, voir Arnaud d'Elissagaray de Jaurgain.

Zazpiak Bat

Jean de Jaurgain, né le 16 novembre 1842 à Ossas et mort le 18 mars 1920 à Ciboure, est un historien basque français et critique littéraire. Spécialiste de la généalogie et de l'héraldisme, ainsi que de l'histoire du Pays basque.
Sur la base de la devise « Zazpiak bat » de 1897, Jean Jaurgain a créé l'armoirie d'Euskal Herria ou du Pays basque, comme nous la connaissons aujourd’hui

## Biographie
Né Jean-Baptiste Eugène de Jaurgain, il est issu d'une vieille famille noble souletine[réf. nécessaire] restée très près de la terre et a vécu en général sur un pied assez modeste. Très jeune, Jean de Jaurgain a une vocation d'historien régional, dès son adolescence en poursuivant des études avec l'abbé Larramendy, curé de Garris.
En 1870, il prend part à la guerre franco-prussienne, contracte un engagement volontaire dans les tirailleurs algériens, et participe courageusement à plusieurs batailles, dont celle de Wissenbourg. À l'occasion de la seconde guerre carliste, il est envoyé en Navarre en tant que correspondant pour un journal important de Paris. Autodidacte et avide de nouvelles connaissances, il profite de ses séjours à Pampelune (1875, 1876 et 1891) pour étudier la ville, qui devait lui servir de base pour ses travaux futurs.
Jean de Jaurgain est le gérant de 1886 à 1887, de la Revue des Basses-Pyrénées et des Landes. Vers 1904-1905, il est également codirecteur de la Revue du Béarn et du Pays Basque et collabore ponctuellement à un grand nombre d'autres revues régionales comme le Bulletin de la Société des Sciences, Lettres, Arts et d'Études Régionales de Bayonne (1919), la Revue de Gascogne (1886), les Études historiques et religieuses de la ville de Bayonne (1892, 1894, 1902, 1903), la Revue des Études Anciennes (1916) et en particulier à la Revue internationale des études basques.
Il soutient plusieurs controverses avec beaucoup de fermeté. Il pourfend en particulier ceux de ses collègues qui lui paraissent donner foi trop facilement à des informations non recoupées, et conteste la légende populaire de saint Léon, évêque de Bayonne. Il est nommé membre de l'Académie royale d'histoire et président de la société Eskualzaleen Biltzarra.
Peu de temps avant sa mort, il écrit une lettre à son fils adoptif, ancien député français, Renaud d'Elissagaray de Jaurgain, qui, en plus de léguer sa collection de manuscrits et imprimés, lui donne des instructions sur l'utilisation de ces derniers. Il lui commande de ne rien publier jusqu'à 30 ans après sa mort.